# Alexandru Husar
Alexandru Husar (n. 26 aprilie 1920, Ilva-Mare, județul Bistrița-Năsăud – d. 17 mai 2009, Iași) a fost un filosof și cercetător al istoriei civilizației din Transilvania.

## Studii
După absolvirea Liceului Grăniceresc din Năsăud s-a înscris la Facultatea de Filozofie și Litere din București, unde a studiat filozofia, obținând licența cu o teză de estetică și critică literară în anul 1945, coordonată de profesorul Tudor Vianu. Devine doctor în filozofie în 1973.

## Activitatea
În perioada 1945-1950 funcționează ca profesor de limba română și filozofie la Liceul din Năsăud, apoi arhivist la Arhivele Statului din același oraș. A ocupat funcția de director al Muzeului Grăniceresc Năsăudean. Din 1951 lucrează în învățământul universitar, fiind numit asistent la catedra de filozofie, iar apoi la cea de istorie, a Universității „Victor Babeș” din Cluj. În 1959 se transferă la Universitatea „Alexandru Ioan Cuza” din Iași, la invitația profesorului Gavril Istrate unde cunoaște toate treptele ierarhice ale învățământului superior ajungând în 1976 conducătorul catedrei de literatură universală.
Între anii 1975-1976 este numit profesor asociat la Universitatea de Stat „San Marcos” din Lima (Peru), unde predă cursuri de limbă, literatură și istorie românească. Tot acolo, se face cunoscut în presa peruană cu diferite articole despre arta sculpturală a lui Constantin Brâncuși. În colaborarea cu prof. univ. Dora Bazan - de la catedra de romanistică a aceleiași universități - traduce în limba spaniolă poeziile lui Lucian Blaga.

## Cărți publicate
- „Dincolo de ruine” (Cetăți medievale) – Ed. Tineretului, 1980, București, 203 p.
- „Întoarcerea la literatură” (Printre clasici) – Ed. Junimea, 1978, Iași, 200 p.
- „Ars Longa” (Probleme fundamentale ale artei) - Ed. Univers, 1980, Buc., 336 p.
- „Metapoetica: Prolegomene” – Ed. Univers, 1983, București, 399 p.
- „Izvoarele artei: Ad fontes” – Ed. Meridiane, 1988, București, 336 p.
- „Irenicon” (Versuri) – Ed. Dacia, 1990, Cluj-Napoca, 92p.
- „Ideea europeană: (istorie, cultură, civilizație)” – Ed. Institutului European pentru Cooperare Cultural Științifică, 1993, Iași & Ed. Hyperion, 1993, Chișinău, 392 p.
- „Lecțiile istoriei: (O, tempora!)” – Ed. Institutului European, 1993, Iași, 128 p.
- „Anti-Gog” (Replică la Gog de Giovanni Papini) – Ed. Agora, 1996, Iași, 315 p.
- „Periplu prin memorie: (O, tempora!)” – Ed. Institutului European, 1998, Iași, 264 p.
- „Cetăți de pe Nistru” – în colaborare cu Gh. Gomța și S. Chicu, Asociația culturală „Grai și suflet”, Cultura națională „Limba română”, 1998, Iași, 212 p.
- „Miorița” (De al motiv la mit), – Ed. Universității „Al. I. Cuza”, 1999, Iași, 252 p.
- „Întoarcerea la literatură” (Aplicații) – Ed. Spiru Haret, 2000, Iași, 260 p.
- „Poeme de odinioară” – Ed. Augusta, 2000, Timișoara, 160 p.
- „Pro Eminescu” – Ed. Junimea, 2001, Iași, 298 p.
- „Tradiții naționale: (în estetică și filosofia artei)” – Ed. Cronica, 2001, Iași, 360 p.
- „Vremea de apoi”, Ed. Alfa, 2004, Iași, 166 p

## Premii și distincții
- Cetățean de onoare al Municipiului Iași (2002)
- Cetățean de onoare al Orașului Năsăud (2002)
- Membru al Uniunii Scriitorilor din România

### Decorații
- Medalia Muncii (12 august 1959) „pentru merite deosebite în opera de construire a socialismului”[7]
- Ordinul național „Pentru Merit” în grad de Ofițer (1 decembrie 2000) „pentru realizări artistice remarcabile și pentru promovarea culturii, de Ziua Națională a României”[8]